# Clane
Clane (irisch Claonadh, deutsch „Neigung“) ist eine Stadt im County Kildare im Osten der Republik Irland.

## Der Ort
Die Existenz von Clane ist erstmals im Jahr 520 als Sitz einer Abtei belegt. Der Ort liegt im Norden der Grafschaft Kildare am Ufer der Liffey, in der Mitte zwischen Maynooth und Naas und 32 km westlich der Hauptstadt Dublin.

## Demografie und Verkehrsanbindung
Bei der Volkszählung 2022 lebten in Clane 8152 Menschen, wobei sich der Ort seit den 1990er-Jahren zunehmend zu einer Satellitenstadt Dublins entwickelt und die Einwohnerzahl Clanes sich inzwischen seit 1991 mehr als vervierfacht hat.
Von Bus Éireann wird Clane mit Edenderry im Westen und mit dem Busáras in Dublin verbunden; zur Nationalstraße N4 (Dublin–Sligo) führen zwei Regionalstraßen.

## Clane in der Literatur
Clane ist ein Schauplatz im frühen Leben von Stephen Dedalus in dem semi-autobiografischen Roman A Portrait of the Artist as a Young Man von James Joyce aus dem Jahr 1916.

## Persönlichkeiten
- Charles Handy (1932–2024), Wirtschafts- und Sozialphilosoph sowie Autor
- Kristine O’Brien (* 1991), US-amerikanische Ruderin